# Douglas DC-1
Douglas DC-1 var den første flymodel i flyproducenten Douglas' DC-serie. Selv om kun ét eksemplar af DC-1 blev bygget, så dannede designet grundlaget for DC-2 og DC-3.

## Design og udvikling
Udviklingen af DC-1 havde sin baggrund i et flystyrt i 1931, TWA flynummer 599, hvor flyet var genstand for den ene vinges strukturelle kollaps, sandsynligvis med årsag i, at vand med tiden var sunket med mellem de forskellige lag af trælaminat i vingen og dermed opløst den lim, som bandt de enkelte lag sammen. Efter uheldet satte USA's myndigheder skrappe restriktioner for brugen af vinger af træ i passagerfly. Boeing udviklede et svar på dette, Boeing 247, et tomotorers monoplan, helt i metal og med landingsstel, der kunne foldes op i flykroppen, men Boeings produktionskapacitet var reserveret til United Airlines' brug. TWA havde behov for et lignende fly for at kunne modsvare konkurrencen fra Boeing 247, og anmodede fem flyfabrikanter om bud på fremstilling af et tremotorers passagerfly med 12 sæder, helt af metal, og som kunne flyve 1.740 km med 242 km/h. Den mest krævende specifikation var, at flyet skulle kunne lette sikkert med én motor fra hvilken som helst af lufthavnene på TWA's rutenet, i særdeleshed fra Albuquerque, som er højtliggende og har ekstreme temperaturer om sommeren.
Donald Douglas var til at begynde med tilbageholdende over for at skulle deltage i TWA's udbud. Han tvivlede på, at der var et marked for salg af 100 af disse fly, hvilket var nødvendigt for at dække udviklingsomkostningerne. Han sendte alligevel et forslag af sted om et fly af aluminium med en lav vinge og to motorer med plads til 12 passagerer, og med to piloter og en stewardesse. Flyets specifikationer oversteg TWA's krav, selv med én motor. Det var isoleret mod støj, var opvarmet, og kunne flyve, lande og starte med én motor.
Don Douglas oplyste i en artikel om DC-2 i 1935 at den første DC-1 kostede 325.000 USD at udvikle og bygge.

## Driftshistorie
Kun ét eksemplar blev fremstillet, og prototypen havde sin første flyvning den 1. juli 1933. Flyet blev givet modelnavnet DC-1. Gennem et halvt år med test gennemgik flyet mere end 200 testflyvninger og demonstrerede sin overlegenhed over for de andre mest anvendte passagerflytyper på det tidspunkt, Ford Trimotor og Fokker Trimotor. Flyet fløj tværs over USA på en rekordtid på 13 timer og 5 minutter.
TWA tog imod flyet den 15. september 1933 med enkelte ændringer (primært forøgelse af antallet af siddepladser til 14 og installation af endnu kraftigere motorer) og bestilte 20 eksemplarer af den udviklede produktionsmodel, Douglas DC-2.
DC-1'eren blev solgt til Lord Forbes i Storbritannien i maj 1938, og han anvendte flyet nogle måneder før han solgte det i Frankrig i oktober 1938. Det blev herefter solgt til Líneas Aéreas Postales Españolas (L.A.P.E.) i Spanien i november 1938 og blev anvendt af den anden spanske republiks luftvåben som et transportfly. Det blev senere benyttet af flyselskabet Iberia fra juli 1939 med navnet Negron. Det blev totalskadet under en landing i Malaga i Spanien i december 1940.

## Specifikationer
Data fra McDonnell Douglas Aircraft since 1920
|                      | DC-1                                                       |
| -------------------- | ---------------------------------------------------------- |
| Mandskab i cockpit   | 2 piloter                                                  |
| Antal siddepladser   | 12                                                         |
| Samlet længde        | 18,29 m                                                    |
| Vingespænd           | 25,91 m                                                    |
| Samlet højde         | 4,88 m                                                     |
| Vingeareal           | 87,5 m2                                                    |
| Tom vægt             | 5.343 kg                                                   |
| Lastet vægt          | 7.938 kg                                                   |
| Maksimal hastighed   | 338 km/h                                                   |
| Flyvehastighed       | 306 km/h                                                   |
| Aktionsradius        | 1.610 km                                                   |
| Maksimal driftshøjde | 7.010 m                                                    |
| Motorer (2x)         | Wright Cyclone SGR-1820F3 9-cylinder, 710 hk (530 kW) hver |